# Operation Northwoods
Operation Northwoods var en amerikansk plan, underskrevet af forsvarschefen general Lyman Lemnitzer, for at legitimere et angreb på socialiststyret i Cuba, udarbejdet 1962. I planen indgik blandt andet at starte en cubansk kommunistisk terror-kampagne i Miami. I planen indgik en såkaldt false flag operation hvilket indebar iscenesatte terrorangreb som USA's regering selv skulle udføre mod egne baser og tropper. Planen afvistes imidlertid af præsident John F. Kennedy og blev derfor aldrig gennemført. Kennedy fjernede personligt general Lemnitzer fra sin post med øjeblikkelig varsel. Lemnitzer fik efterfølgende en karriere i NATO.    